# 尾上縫
尾上 縫（おのうえ ぬい、1930年（昭和5年）2月22日 - 2014年頃）は、日本の実業家、投資家、詐欺師。大阪府大阪市千日前にあった料亭「恵川」を経営していた。奈良県出身。バブル景気絶頂期の1980年代末には「北浜の天才相場師」と呼ばれ、一料亭の女将でありながら数千億円を投機的に運用していた。しかしバブル崩壊とともに資金繰りが悪化、金融機関を巻き込む巨額詐欺事件を起こした。
バブル時代を象徴する人物の一人として「バブルの女帝」と呼ばれ、尾上をモデルとした小説を原作とした映画『女帝』も公開された。

## 人物

### 生い立ち
奈良県磯城郡多村新口（現・橿原市）の農家の5人兄妹の次女として生まれる。
弟の1人は栄養失調で幼児期の内に死去するという極貧家庭であった。母は空海を熱心に崇め、尾上は毎朝般若経を唱えるのを聞いて育った。弟が栄養失調で死去したあたりから母は「狐が降りる」と祝詞や経のような言葉を発していた。母はさらに家事が苦手で、父は尾上が10歳の時に病死。以後、母は株の仲買人をしていた豪農の男の庇護を受けて生活していた。
1944年に国民学校高等科を卒業し、地元の織物工場の女工となった。いくつかの職を経た後に大阪に出て、デパートや水商売で5年ほど働いたのち、19歳で結婚して一女を儲けたが25歳で離婚。離婚後にスタンドバーを経営するも上手く行かなかった。
娘を元夫に預け、大阪ミナミのすき焼き店「いろは」で仲居として働くうち、店の客である経済界の有力者の支援で、旅館「三楽」を購入。改装して30代半ばで料亭「恵川」の女将となる。金のある客だけを嗅ぎ分ける選別眼で年配の実業家の座敷に率先して出て支援を募る尾上の努力の賜物であった。バーや1971年に開業した麻雀店、1983年に「恵川」の隣で開業した大衆料理店「大黒や」なども経営し、不動産もいくつか所有した。
しかし尾上には経営の才能がなく、経営する店舗はいずれも赤字続きであった。担当した会計事務所の証言によると、一度しか食事に来ない客にも案内状を出したり、8000円の料理を食べた客に3000円のライターを贈ったりという、広告宣伝費の浪費などの経費の無駄遣いが目立っていたという。他にも、料亭の建設改装費10億円を業者の言い値で支払った、神社の賽銭に数十万円も使った、水晶玉に8000万円を出したと伝わる。放漫経営によりいつ店が潰れてもおかしくなかったが、店舗の経営資金は強力なスポンサーなどによりどこからか調達されていたという。
1970年（昭和45年）の暮れ、清風学園創設者である平岡静人により高野山金剛峯寺報恩院で得度の路を開かれ、平岡から「純耕」の得度名を授けられている。平岡一族との親交は深く、一族が主催するチベット仏教寺院・ギュメ寺（南インド）への開眼ツアーにも参加しているが、この際に尾上は2,000万円をギュメ寺に寄進した。しかし平岡一族は寄進は自身らによるものだと主張している。またそのツアーで尾上は平岡ともども宗教指導者・ダライ・ラマに面会し、平岡はその後ダライ・ラマを念仏宗無量寿寺に紹介した。
尾上は自身が女将を務める料亭の客らに対して、占いと神のお告げによって株式相場の上昇や競馬の勝ち馬などを見事に言い当てるとして評判となり、そのために料亭は繁盛した（占いは「大黒や」でしていた。占いにはガマガエルの石像を使い、ガマのお告げと称していた）。バブル景気前夜の頃までには、それらの予想も神懸かり的なものとなった（特定の銘柄を挙げて株価の見通しを尋ねると、神がかり状態の尾上が「上がるぞよー」とか「まだ早いぞよー」とか答えたという）。多くの証券マンや銀行マンらが尾上に群がるようになり、彼らは「縫の会」と呼ばれた。
尾上は日曜日には、庭の弘法大師像を拝むことを習慣にしていた。多くの証券マンも訪れて一緒に祈り、高野山や小豆島への参詣旅行にも同行した。
金融界のアイドル的存在であった一方で情報交換を極端に嫌い、情報交換を求められるとその会社との取引は即座に停止した。また、奈良女子高等師範学校（現・奈良女子大学）出身と経歴詐称していた。占いで得た布施は赤字続きの事業の損失を補填するために使われた。

### 巨額詐欺事件
自らも銀行から多額の融資を受けて株式の売買を行うようになった尾上は、バブル絶頂期の1988年には、2270億円を金融機関から借り入れ、400億円近い定期預金を持っていた。また株取引で48億円の利益を得て、1987年から日本興業銀行の割引金融債ワリコーを288億円購入し、55億円の金利を受け取っていた。同時期に興銀はワリコーや同行への預金を担保に尾上に融資を始めるが、これは銀行にとっては焦げ付きのリスクが全くない旨味のある取引で、行内では「マル担融資」と呼ばれ、1989年には融資残高は586億円にのぼった。
金融の自由化により銀行間の競争が激しくなり、融資先の開拓に苦慮していた興銀は、個人顧客の資産管理を総合的に手伝う「プライベートバンキング」といった中小企業や個人との取引に力を入れており、尾上に対して不動産投資も勧め、1990年8月には尾上の資産管理を行なう「株式会社オー・エヌ・インターナショナル」を設立した。同年、テレビ番組『なんてったって好奇心』に北浜の女相場師兼料亭女将として出演し、カバン一杯の株券や預金通帳を見せたり「神のお告げ」を披露したりした。
しかし、バブル景気に陰りが見えると運用悪化により負債が増加するようになった。1989年の延べ累計額では借入が1兆1975億円、返済が6821億円で、270億円の利息を支払った。1990年末には、2650億円の金融資産を保有していたが負債も7271億円に膨み、借入金の金利負担は1日あたり1億7173万円にも上っていた。
以前から手を染めていた詐欺行為を本格的に始めた尾上は、かねてより親交のあった三和銀行系の東洋信用金庫元今里支店長らと共謀して、架空の預金証書を作成させ、それを別の金融機関に持ち込み、担保として差し入れていた株券や金融債と入れ替え、それらを取り戻すなどの手口で犯行を重ねた。
1991年8月初旬に尾上は東洋信金の架空証書の件を興銀の担当者にだけ打ち明けた。興銀は自行の債権33億円を売り抜けて回収している。その直後、同年8月13日に尾上は詐欺などの疑いで大阪地方検察庁特別捜査部に逮捕された。
尾上は7億円の保釈保証金を用意して翌1992年3月に保釈され、同年6月に大阪地方裁判所で破産宣告を受けた。
逮捕の時点までに尾上らは「ナショナルリース」などノンバンクを含む12の金融機関から3420億円を詐取していた。金融機関からの借入金総額はのべ2兆7736億円、支払額はのべ2兆3060億円に達しており、拘置所で破産手続を行った際の負債総額は4300億円で、個人としては日本で史上最高額となった。
また、ノンバンク最大の貸し手であったナショナルリースの担当社員も特別背任罪で逮捕された。ナショナルリースは不良債権をグループのサービサーへ債権譲渡し、1998年までに親会社の松下電器が未収債権について損失負担する形となり、2001年に松下クレジットとの合併を経て2010年に住信・パナソニックフィナンシャルサービス、さらに2012年に三井住友トラスト・パナソニックファイナンスとなっている。
尾上に巨額の融資を行い、支店長らが詐欺に加担していた東洋信金はこの事件により経営破綻して消滅し、預金保険機構の金銭援助を得て、1992年10月1日に三和銀行が救済合併して資産（正常債権）と一部の店舗を引き継ぎ、他の店舗網は府下の複数の信金へ譲渡された。
尾上は起訴され、裁判で1987年にワリコーを担保に25億円の借り入れを行ったことについての供述を求められると「特に必要なかったと思うのですが、頻繁に客として来てもらったので」と語った。尾上は頼まれると断れない性格であった。また金融の知識は無きに等しく、当時投資を行う者なら誰でも知っていた公定歩合という単語すら知らなかった。
尾上の弁護人は裁判で「尾上には株式の知識が全くなく、周囲に踊らされていただけであり責任能力はない」と主張したが認められず、1998年3月に懲役12年の実刑判決を受け、2003年4月に最高裁が尾上の上告を棄却し、実刑が確定した。
刑務所に収監後まもなく要介護状態となりひとりでは何もできなくなったものの、元気な時には毎晩拝んでいたという。

### 死去
2017年3月20日、MBSテレビで放送された『激撮！直撃!!スクープ ヤマヒロ×西靖▼関西あの事件あの人は今? 4時間生放送SP』にて、一連の詐欺事件が紹介された。その時点で3年前（2014年頃）に死去し、彼女が生前建てた高野山の尾上家の墓に納骨されていたことが明かされた。

## 名誉毀損裁判
清水一行が朝日新聞社の雑誌『月刊Asahi』1993年6月号から8月号までに連載し、刊行した『女帝 小説・尾上縫』は、彼女の半生を生々しく描いた作品で、尾上については、人に頼まれると嫌といえない人物として描き、彼女に群がった証券会社や日本興業銀行の欲得ぶりに焦点をあてた。作品の前半では、尾上とスポンサーの男たちとの性愛シーンが、清水独特なタッチでたっぷり描かれ、全体として、経済ものの要素がある官能小説といった出来栄えになっていた。この点があだとなって、翌年、詐欺罪などで公判中の尾上から、「私生活、とりわけ異性関係をあたかも事実であるかのように興味本位で取り上げられ、プライバシー権を侵害された」として大阪地裁で訴えられ、5百万円の損害賠償と謝罪広告を求められた。
提訴の翌1995年、清水と朝日新聞社は、大阪地裁で尾上と和解で合意した。和解条項には謝罪広告は盛り込まれず、作品の在庫は破棄し、再販しないこととされた。和解金については、双方の意向で明らかにされなかった。

## 金融機関との関係

### 住友銀行
1986年、三和銀行に多かった預金を担当者の熱心な勧誘により住友銀行日本一支店に移行した。尾上は同支店の支店長から上客として扱われ、週2～3回尾上の店に支店長が訪れ、接待にも使われた。さらに支店長の計らいにより支店の年末パーティに招待されたり、行員の前でスピーチを行ったりという待遇を受けた。支店長の社用車も使用したことがある。

### 日本債券信用銀行
日本債券信用銀行の部長は尾上の店に花を飾り、掃除を手伝う際には観葉植物の葉の裏側まで拭いていたという。

### 日本興業銀行
バブル景気の当時は「銀行の中の銀行」と呼ばれていた興銀は、本来は法人以外との取引は受け付けなかったが、尾上は特別に取引を許された。
また「床の間を背に座る」（常に上座にある）と言われる興銀マンを下座に従えたと伝聞され、驚きと共に溜飲を下げた人士があった。

### 日本勧業角丸証券、山一証券
1988年当時、日本勧業角丸証券難波支店長は尾上の店の奥の1畳ほどの部屋に午前9時から午後5時まで常駐し、各証券会社から送られてくる株式売買の報告書を整理し、帳簿を付けた。夕方に会計事務所の事務員が店に来て帳簿に基づいて支払いのための小切手を切った。後に変わって山一証券が常駐した。

## 尾上をモデルとした作品
- ドラマ『平成の女相場師』（フジテレビ系、1992年10月9日） - 大映テレビ制作、主演・市原悦子
- 映画『女帝』（1995年） - 原作・清水一行、監督・脚本：すずきじゅんいち、主演・真行寺君枝、椎名桔平
- ドラマ『銭女』（2014年） - フジテレビ制作、主演・渡辺えり、篠田麻里子
- 小説『そして、海の泡になる』（2020年）-葉真中顕によるミステリー小説